# بيتشكرافت موديل 99
بيتشكرافت موديل 99 (بالإنجليزية: Beechcraft Model 99)‏ هي طائرة خفيفة بمحركين أنتجت في الولايات المتحدة. من صناعة بيتشكرافت. كان أول طيران لها في 1966. دخلت الخدمة في 1968، ومازالت في الخدمة حتى الآن.